# Yablos Paradoxon
Yablos Paradoxon ist ein mit dem Lügner-Paradox verwandtes Paradoxon, das 1993 von Stephen Yablo veröffentlicht wurde, der es bereits 1985 in einem Aufsatz erwähnt hatte. Es besteht aus einer unendlichen Folge von Aussagen, die sich jeweils auf alle noch folgenden Aussagen der Folge beziehen. Es ist unmöglich, allen Aussagen einen eindeutigen Wahrheitswert zuzuweisen. Da sich – im Kontrast zum Lügner-Paradoxon, das aus einer einzelnen selbstreferentiellen Aussage besteht – die Aussagen nicht auf sich selbst beziehen, ist das Paradoxon Yablo zufolge „in keiner Weise zirkulär“. Dies wird jedoch unter anderem von Graham Priest bezweifelt, ebenso wie die Frage aufgeworfen wurde, ob es sich überhaupt um ein Paradoxon handelt.
Betrachtet wird die unendliche Folge von Aussagen Si:
- S1: Für alle i > 1 ist Si nicht wahr.
- S2: Für alle i > 2 ist Si nicht wahr.
- Sn: Für alle i > n ist Si nicht wahr.

Angenommen, es gäbe ein n so, dass Sn eine wahre Aussage ist. Dann wäre Sn+1 keine wahre Aussage, woraus folgt, dass es ein k > n + 1 geben muss, für das Sk wahr ist. Da Sn wahr ist und k > n gilt, woraus folgt, dass Sk nicht wahr ist, entsteht ein Widerspruch bezüglich des Wahrheitswerts von Sk. Daraus folgt, dass für alle i die Aussage Si nicht wahr sein kann. Dann aber wiederum ist Si eine wahre Aussage. Es ergibt sich also das Paradoxon, dass jede Aussage der Folge sowohl wahr als auch nicht wahr ist.